# سيوالز بوينت
سيوالز بوينت (بالإنجليزية: Sewall's Point)‏ هي مدينة أمريكية تقع في ولاية فلوريدا. تبلغ مساحة هذه المدينة 10.7 (كم²)،ويبلغ عدد سكانها 1946 نسمة حسب إحصاء سنة 2010 م 1946.تشير إحصاءات سنة 2000م بأن الكثافة السكانية في هذه المدينة تقدر بـ(181.9) نسمة/كم2 